# 艾尔夫卡勒比市镇
艾尔夫卡勒比市镇（瑞典語：Älvkarleby kommun）是瑞典中东部乌普萨拉省的一个市镇。其治所位于斯屈特谢尔。截至2006年12月31日，该市镇共有9,110位居民。